# Castelo de Belmonte (Espanha)
O Castelo de Belmonte (em castelhano: Castillo de Belmonte) é um castelo que se eleva no morro de San Cristóbal, nas cercanias da localidade de mesmo nome, ao sudoeste da província de Cuenca.

## História
O castelo de Belmonte foi mandado construir por Juan Pacheco (Marquês de Vilhena) em 1456. As obras são atribuídas ao arquiteto Juan Guas.
No século XIX, Eugénia de Montijo executou a maior reforma que o castelo sofreu até hoje. O arquiteto encarregado foi Sorède. A fachada do pátio inferior foi forrada de ladrilhos, foi acrescentado um gradeamento à escadaria e restaurados telhados e pavimentos.
No final do século XIX pertenceu a uma congregação de Dominicanos. Colocaram uma capela nas antigas cavalariças medievais. No século XX, pertenceu às juventudes falangistas. Dessa época data toda a instalação elétrica. Também foram colocados duches e banheiros sem nenhum tipo de controle, que destruíram alguns dos telhados.
Atualmente, é propriedade da Casa Ducal de Peñaranda, descendentes da Duquesa de Alba, irmã da Imperatriz Eugenia de Montijo. Graças à colaboração entre os proprietários, a administração local e o ministério do desenvolvimento, o castelo se encontra nesse momento em fase de reabilitação. Se não houver contratempos, o Castelo de Belmonte reabrirá suas portas ao público no outono de 2009.

## Arquitectura e descrição
O Castelo de Belmonte é um palácio-fortaleza, ou residência fortificada, de estilo gótico-mudéjar.

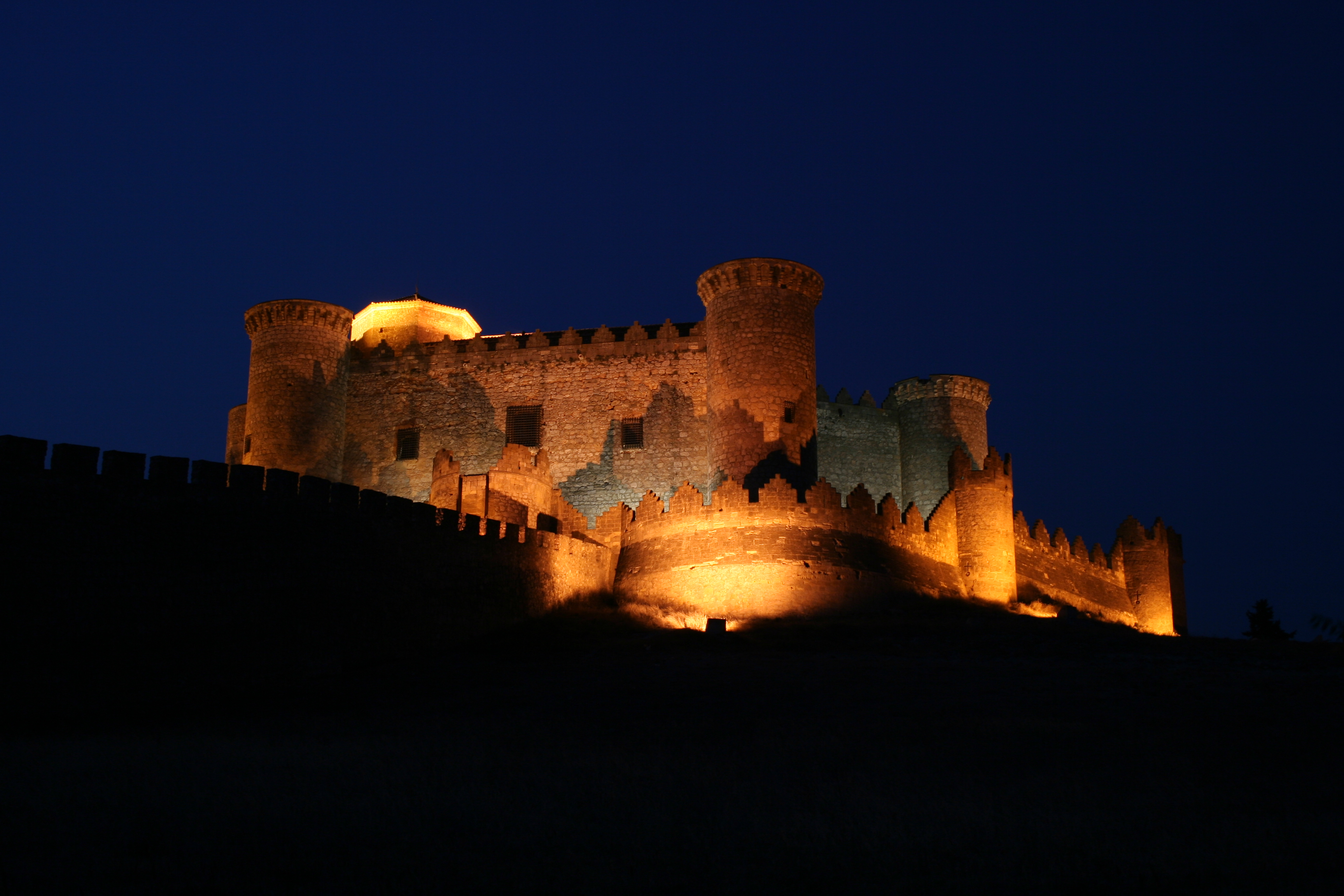
Vista nocturna do Castelo de Belmonte

O recinto tem uma planta atípica: três retângulos com torres em forma cúbica nos seus ângulos e ubicados ao redor do pátio de armas. Todo ele rodeado por uma muralha, com a porta de entrada no edificio marcada por duas estruturas com forma de cubo. A estrutura está arrematada com almenas e matacães.
As torres são o que mais se destaca, junto com a muralha que tem forma de ziguezague. As torres são estruturas cúbicas situadas nos ângulos do edifício. A torre de menagem se encontra desmontada. O resto termina numa cornija com matacães. Aparecem algumas fendas e seteiras, mas em geral não proliferam muito ao longo da construção.
Cabe destacar a muralha em forma de zig-zag, escapando os ângulos que lhe impeçam maior visibilidade. Também se destacam os telhados de estilo mudéjar e as yeserías, com proliferação de elementos góticos decorando as escassas janelas de que dispõe o edifício. O escudo da família Pacheco é outro dos elementos dignos de menção.

## Atos
Todos os anos, no primeiro fim de semana de setembro é realizado uma feira medieval no pátio de armas.

## Filmes
- El Cid, (Anthony Mann, 1961) - O castelo aparece no fundo, durante o torneio.
- Flesh & Blood, (Paul Verhoeven, 1985) - foi rodado quase integralmente em Belmonte. Durante sua rodagem ardeu parte da torre de menagem.
- Joana, a Louca, (Vicente Aranda, 2001) - é o primeiro fotograma da película. No entanto, o subtítulo indica que é o Castelo de Tordesilhas.
- El caballero Don Quijote, (Manuel Gutiérrez Aragón, 2002) - Para a rodagem desta película pintaram-se de grená muitas das paredes interiores.